# Fletcherella
Fletcherella là một chi bướm đêm thuộc họ Pterophoridae.

## Các loài
- Fletcherella niphadarcha (Meyrick, 1930)
- Fletcherella niphadothysana Diakonoff, 1952